# Grasmückenartige
Die Grasmückenartigen (Sylviidae) sind eine Familie der Singvögel aus der Ordnung der Sperlingsvögel (Passeriformes).

## Beschreibung
Die Grasmückenartigen sind kleine bis mittelgroße Zweigsänger mit kräftigem Schnabel und Beinen. Der Schwanz ist meistens lang und gerade abgeschnitten, viele Arten haben weiße Abzeichen in den äußeren Schwanzfedern. Die Geschlechter sind meistens unterschiedlich gefärbt. Sie ernähren sich von Arthropoden und Beeren, leben vor allem in dichter Vegetation und sind Freibrüter. Bei vielen Arten gibt es Singflüge während der Brutzeit, mit denen Weibchen angelockt oder das Revier abgegrenzt wird.

## Systematik
Die Grenzziehung zu den ebenfalls sehr artenreichen Familien der Halmsängerartigen (Cisticolidae) und der Timalien (Timaliidae) ist schwierig. Erstere Familie wird manchmal als Unterfamilie der Grasmückenartigen betrachtet, letztere manchmal mit diesen vereinigt. 

## Gattungen und Arten
Die Familie der Grasmückenartigen enthält heute 2 Gattungen und etwa 30 Arten:

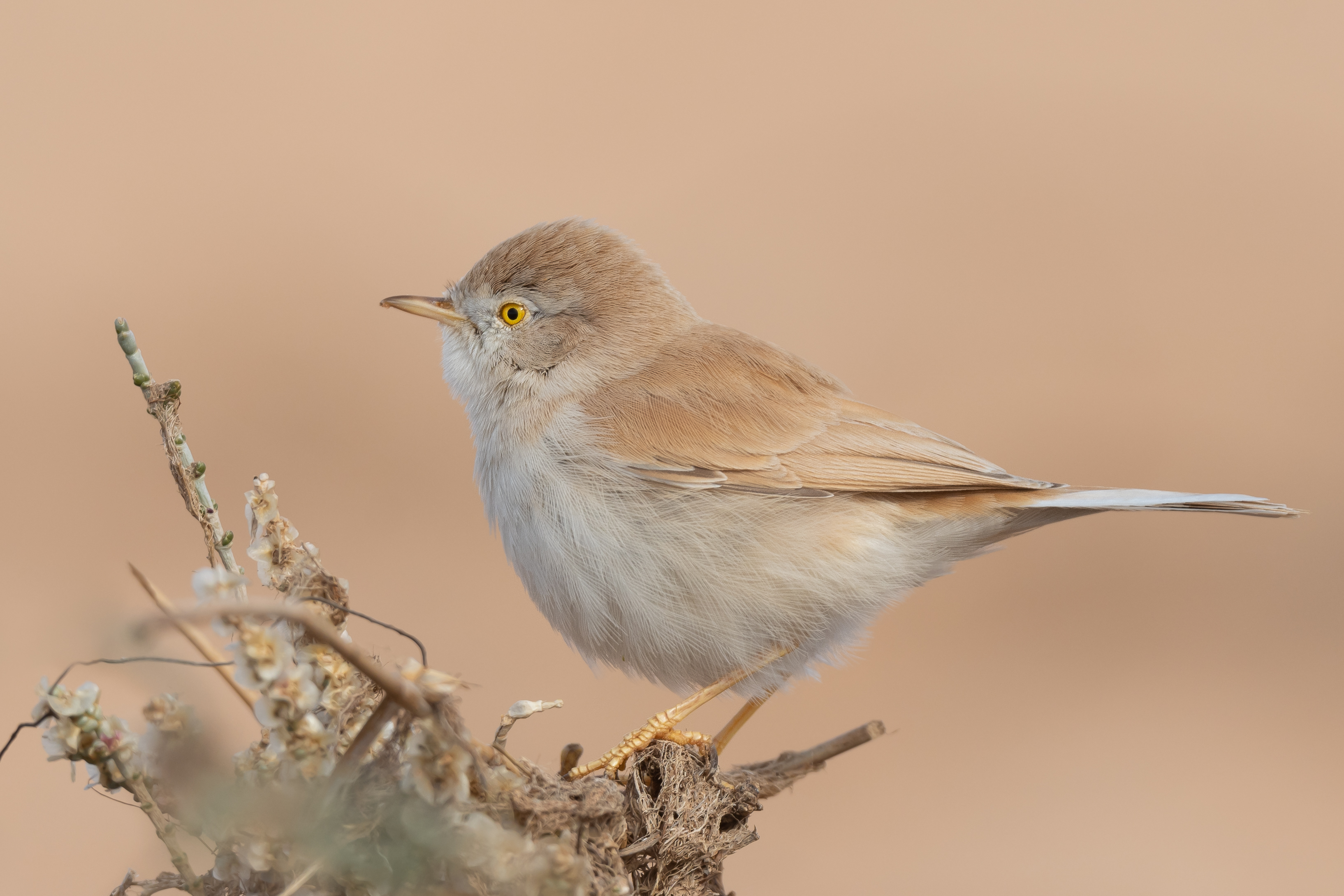
Saharagrasmücke (Curruca deserti)

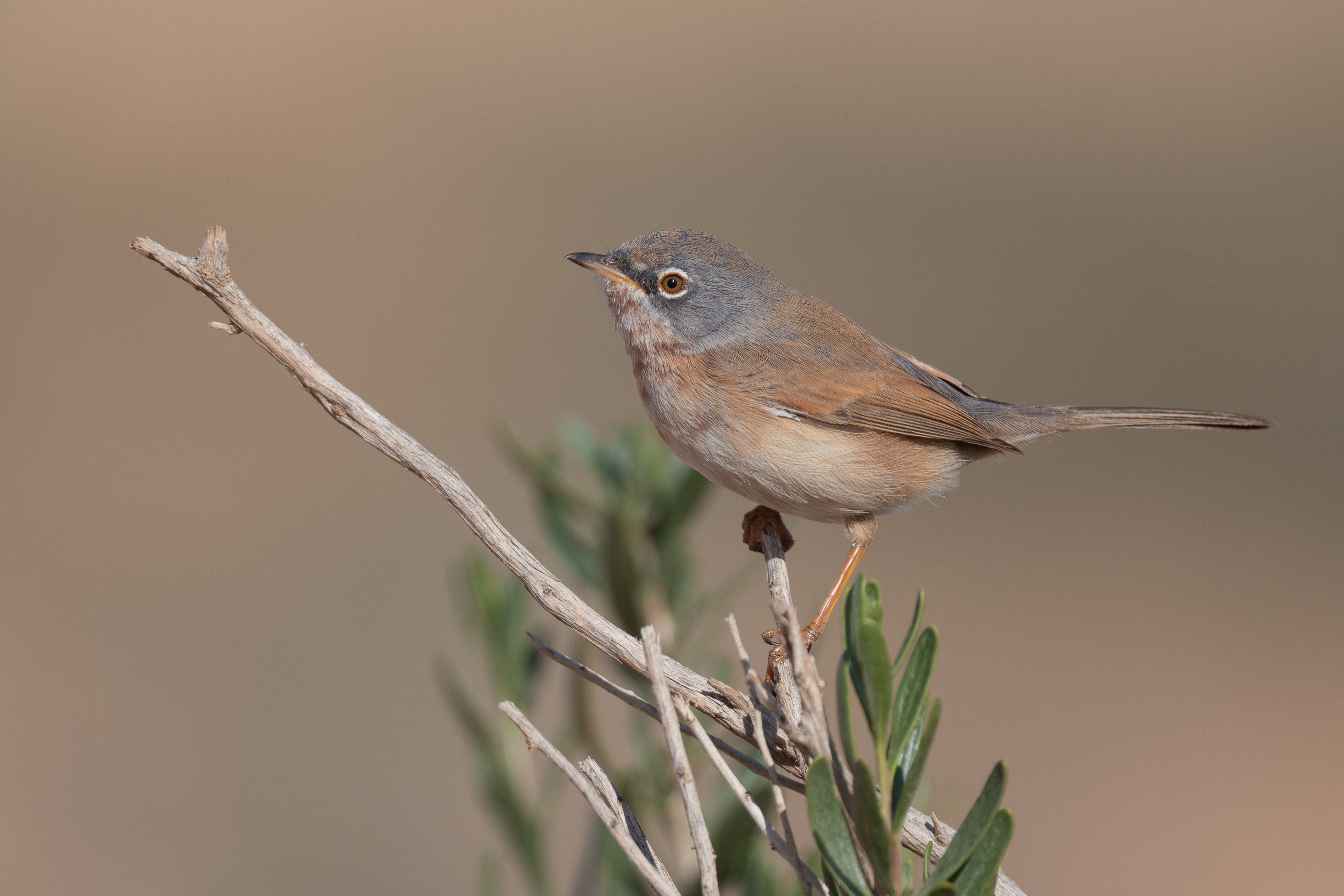
Atlasgrasmücke (Curruca deserticola)

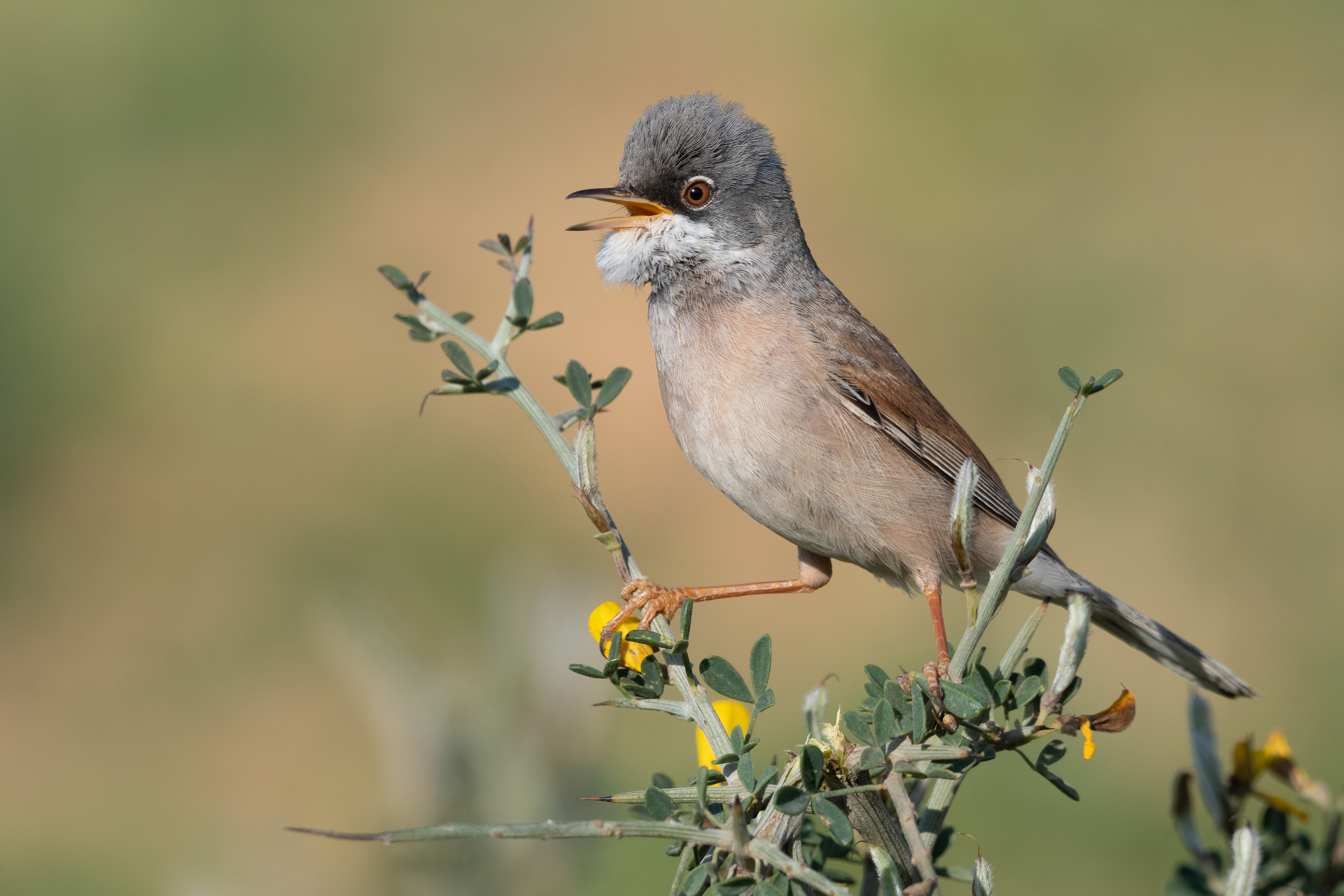
Brillengrasmücke (Curruca conspicillata)

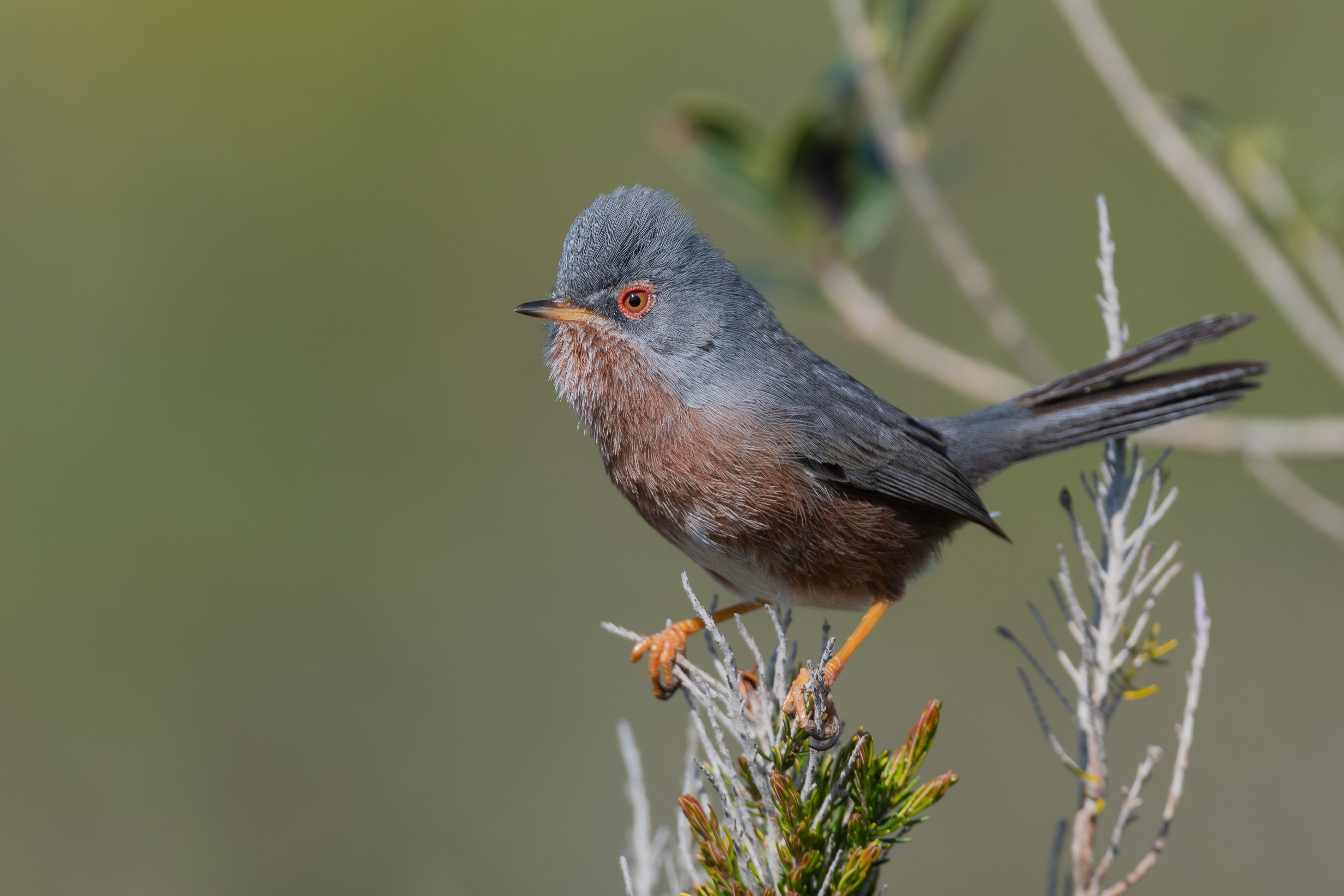
Provencegrasmücke (Curruca undata)

- Gattung Grasmücken (Sylvia) (Typusgattung)
  - Mönchsgrasmücke (Sylvia atricapilla)
  - Gartengrasmücke (Sylvia borin)
  - Principegrasmücke (Sylvia dohrni)
  - Roststeiß-Grasmücke (Sylvia galinieri)
  - Kappengrasmücke (Sylvia nigricapillus)
  - Hochland-Grasmücke (Sylvia abyssinica)
  - Schwarzkopf-Grasmücke (Sylvia atriceps)
- Gattung Curruca
  - Sperbergrasmücke (Curruca nisoria)
  - Layard-Meisensänger (Curruca layardi)
  - Band-Meisensänger (Curruca boehmi)
  - Meisengrasmücke (Curruca subcoerulea)
  - Klappergrasmücke (Curruca curruca)
  - Braun-Meisensänger (Curruca lugens)
  - Jemen-Meisensänger (Curruca buryi)
  - Akaziengrasmücke (Curruca leucomelaena)
  - Orpheusgrasmücke (Curruca hortensis)
  - Nachtigallengrasmücke (Curruca crassirostris)
  - Saharagrasmücke (Curruca deserti)
  - Wüstengrasmücke (Curruca nana)
  - Atlasgrasmücke (Curruca deserticola)
  - Tamariskengrasmücke (Curruca mystacea)
  - Maskengrasmücke (Curruca ruppeli)
  - Schuppengrasmücke (Curruca melanothorax)
  - Samtkopf-Grasmücke (Curruca melanocephala)
  - Ligurien-Bartgrasmücke (Curruca subalpina)
  - Iberien-Bartgrasmücke (Curruca iberiae)
  - Weißbartgrasmücke (Curruca cantillans)
  - Dorngrasmücke (Curruca communis)
  - Brillengrasmücke (Curruca conspicillata)
  - Sardengrasmücke (Curruca sarda)
  - Provencegrasmücke (Curruca undata)
  - Balearengrasmücke (Curruca balearica)

## Einzelbelege
1. ↑  Sylviid babblers, parrotbills & white-eyes bei IOC World Bird List V 14.2.